# Estudi (escacs)
En escacs, un estudi és una posició composta, és a dir, una posició dissenyada a mida en lloc d'haver estat obtinguda a través d'una partida real, i que és presentada com repte en forma de trencaclosques, en què l'objectiu de qui soluciona el problema és trobar un camí, normalment únic, per al bàndol que es digui, normalment el blanc, per guanyar o fer taules, segons s'estipuli, contra qualsevol sèrie de moviments de les negres.
En la mesura que són posicions compostes i ofereixen a l'escaquista una tasca específica, els estudis són similars als problemes d'escacs en què l'estipulació és per exemple, "les blanques fan mat en dos moviments contra qualsevol defensa ". No obstant això, mentre els problemes sovint presenten posicions amb aparença molt artificial, els estudis normalment corresponen a posicions que poden ocórrer amb relativa facilitat en una partida.
Com en els problemes, per tal que un estudi es consideri bo, hi ha d'haver només una solució. Es discuteix si el blanc només ha de tenir un moviment cada vegada per aconseguir el seu objectiu, encara que alguns consideren que les alternatives menors (com l'elecció de moure un cavall b1-c3-b5 o b1-a3-b5) són permissibles.

## Estudis compostos
Els estudis compostos són anteriors als escacs moderns. Els estudis del xatranj existien ja en manuscrits del segle ix i els primers tractats d'escacs moderns com els de Luis Ramírez de Lucena i Pedro Damiano (de les darreries del segle XV i de començaments del xvi) també inclouen alguns estudis. No obstant això, aquests estudis sovint inclouen peces supèrflues, afegides per fer que la posició sembli més "jugable", però que no són part activa en la solució de l'estudi (una cosa que mai es fa en els estudis moderns).
Aquestes posicions van rebre diversos noms (Damiano, per exemple, les va anomenar "subtileses"); el primer llibre que les va anomenar estudis sembla Estudis d'Escacs, una publicació de 1851 de Josef Kling i Bernhard Horwitz, que és considerat per alguns com el punt de partida per als estudis moderns de finals. L'estudi va ser elevada a una forma d'art a les darreries del segle xix, i Alexei Alexéievich Troitzky i Henri Rinck foren personalitats particularment rellevants en aquest camp.
Molts compositors, incloent Troitzky, Rinck i d'altres famoses figures com Henrik Kasparian són coneguts principalment pels seus estudis, mentre que, en canvi, foren poc coneguts com a jugadors. D'altra banda, sí que hi ha alguns grans jugadors d'escacs sobre el tauler que també han compost estudis, com ara Emanuel Lasker, Richard Réti i Jan Timman entre els més notables.

## Exemples
|   | a                                                                 | b                                                                 | c                                                                 | d                                                                 | e                                                                 | f                                                                 | g                                                                 | h                                                                 |   |
| 8 | h8 blanques rei · a6 negres rei · c6 blanques peó · h5 negres peó | h8 blanques rei · a6 negres rei · c6 blanques peó · h5 negres peó | h8 blanques rei · a6 negres rei · c6 blanques peó · h5 negres peó | h8 blanques rei · a6 negres rei · c6 blanques peó · h5 negres peó | h8 blanques rei · a6 negres rei · c6 blanques peó · h5 negres peó | h8 blanques rei · a6 negres rei · c6 blanques peó · h5 negres peó | h8 blanques rei · a6 negres rei · c6 blanques peó · h5 negres peó | h8 blanques rei · a6 negres rei · c6 blanques peó · h5 negres peó | 8 |
| 7 | h8 blanques rei · a6 negres rei · c6 blanques peó · h5 negres peó | h8 blanques rei · a6 negres rei · c6 blanques peó · h5 negres peó | h8 blanques rei · a6 negres rei · c6 blanques peó · h5 negres peó | h8 blanques rei · a6 negres rei · c6 blanques peó · h5 negres peó | h8 blanques rei · a6 negres rei · c6 blanques peó · h5 negres peó | h8 blanques rei · a6 negres rei · c6 blanques peó · h5 negres peó | h8 blanques rei · a6 negres rei · c6 blanques peó · h5 negres peó | h8 blanques rei · a6 negres rei · c6 blanques peó · h5 negres peó | 7 |
| 6 | h8 blanques rei · a6 negres rei · c6 blanques peó · h5 negres peó | h8 blanques rei · a6 negres rei · c6 blanques peó · h5 negres peó | h8 blanques rei · a6 negres rei · c6 blanques peó · h5 negres peó | h8 blanques rei · a6 negres rei · c6 blanques peó · h5 negres peó | h8 blanques rei · a6 negres rei · c6 blanques peó · h5 negres peó | h8 blanques rei · a6 negres rei · c6 blanques peó · h5 negres peó | h8 blanques rei · a6 negres rei · c6 blanques peó · h5 negres peó | h8 blanques rei · a6 negres rei · c6 blanques peó · h5 negres peó | 6 |
| 5 | h8 blanques rei · a6 negres rei · c6 blanques peó · h5 negres peó | h8 blanques rei · a6 negres rei · c6 blanques peó · h5 negres peó | h8 blanques rei · a6 negres rei · c6 blanques peó · h5 negres peó | h8 blanques rei · a6 negres rei · c6 blanques peó · h5 negres peó | h8 blanques rei · a6 negres rei · c6 blanques peó · h5 negres peó | h8 blanques rei · a6 negres rei · c6 blanques peó · h5 negres peó | h8 blanques rei · a6 negres rei · c6 blanques peó · h5 negres peó | h8 blanques rei · a6 negres rei · c6 blanques peó · h5 negres peó | 5 |
| 4 | h8 blanques rei · a6 negres rei · c6 blanques peó · h5 negres peó | h8 blanques rei · a6 negres rei · c6 blanques peó · h5 negres peó | h8 blanques rei · a6 negres rei · c6 blanques peó · h5 negres peó | h8 blanques rei · a6 negres rei · c6 blanques peó · h5 negres peó | h8 blanques rei · a6 negres rei · c6 blanques peó · h5 negres peó | h8 blanques rei · a6 negres rei · c6 blanques peó · h5 negres peó | h8 blanques rei · a6 negres rei · c6 blanques peó · h5 negres peó | h8 blanques rei · a6 negres rei · c6 blanques peó · h5 negres peó | 4 |
| 3 | h8 blanques rei · a6 negres rei · c6 blanques peó · h5 negres peó | h8 blanques rei · a6 negres rei · c6 blanques peó · h5 negres peó | h8 blanques rei · a6 negres rei · c6 blanques peó · h5 negres peó | h8 blanques rei · a6 negres rei · c6 blanques peó · h5 negres peó | h8 blanques rei · a6 negres rei · c6 blanques peó · h5 negres peó | h8 blanques rei · a6 negres rei · c6 blanques peó · h5 negres peó | h8 blanques rei · a6 negres rei · c6 blanques peó · h5 negres peó | h8 blanques rei · a6 negres rei · c6 blanques peó · h5 negres peó | 3 |
| 2 | h8 blanques rei · a6 negres rei · c6 blanques peó · h5 negres peó | h8 blanques rei · a6 negres rei · c6 blanques peó · h5 negres peó | h8 blanques rei · a6 negres rei · c6 blanques peó · h5 negres peó | h8 blanques rei · a6 negres rei · c6 blanques peó · h5 negres peó | h8 blanques rei · a6 negres rei · c6 blanques peó · h5 negres peó | h8 blanques rei · a6 negres rei · c6 blanques peó · h5 negres peó | h8 blanques rei · a6 negres rei · c6 blanques peó · h5 negres peó | h8 blanques rei · a6 negres rei · c6 blanques peó · h5 negres peó | 2 |
| 1 | h8 blanques rei · a6 negres rei · c6 blanques peó · h5 negres peó | h8 blanques rei · a6 negres rei · c6 blanques peó · h5 negres peó | h8 blanques rei · a6 negres rei · c6 blanques peó · h5 negres peó | h8 blanques rei · a6 negres rei · c6 blanques peó · h5 negres peó | h8 blanques rei · a6 negres rei · c6 blanques peó · h5 negres peó | h8 blanques rei · a6 negres rei · c6 blanques peó · h5 negres peó | h8 blanques rei · a6 negres rei · c6 blanques peó · h5 negres peó | h8 blanques rei · a6 negres rei · c6 blanques peó · h5 negres peó | 1 |
|   | a                                                                 | b                                                                 | c                                                                 | d                                                                 | e                                                                 | f                                                                 | g                                                                 | h                                                                 |   |

El diagrama de la dreta mostra un exemple d'estudi de Richard Réti, que és un dels més famosos estudis de tots els temps (publicat el 1922 a Neueste Schachnachrichten i reproduït moltes vegades des de llavors). Juguen les blanques i fan taules. A primera vista, sembla una tasca impossible: si el rei blanc intenta perseguir el peó negre mai podrà capturar-lo (1.Rh7 h4 2.Rh6 h3, etc. és clarament desesperançador), mentre que és clar que el negre simplement prendrà el peó blanc si intenta promocionar.
El blanc no obstant això pot entaular, prenent avantatge del fet que el rei es pot moure en dues direccions alhora: cap al peó negre i cap al seu propi peó. La solució és 1.Rg7! h4 (1 ... Rb6 2. Rf6! h4 3.Re5! transposa) 2.Rf6! Rb6 (si 2 ... h3, llavors 3.Re6 h2 4.c7 Rb7 5.Rd7 permet al blanc promocionar el seu peó) 3.Re5! Ara, si 3 ... Rxc6, llavors 4.Rf4 atura el peó negre malgrat tot, mentre que si 3 ... h3 4.Rd6 permet el blanc promocionar el seu peó. De qualsevol manera, el resultat és taules.
|   | a | b | c | d | e | f | g | h |   |
| 8 | h7 negres rei · d6 negres alfil · f6 blanques rei · h6 blanques alfil · a4 negres peó · a3 negres peó · a2 blanques torre · b1 negres alfil | h7 negres rei · d6 negres alfil · f6 blanques rei · h6 blanques alfil · a4 negres peó · a3 negres peó · a2 blanques torre · b1 negres alfil | h7 negres rei · d6 negres alfil · f6 blanques rei · h6 blanques alfil · a4 negres peó · a3 negres peó · a2 blanques torre · b1 negres alfil | h7 negres rei · d6 negres alfil · f6 blanques rei · h6 blanques alfil · a4 negres peó · a3 negres peó · a2 blanques torre · b1 negres alfil | h7 negres rei · d6 negres alfil · f6 blanques rei · h6 blanques alfil · a4 negres peó · a3 negres peó · a2 blanques torre · b1 negres alfil | h7 negres rei · d6 negres alfil · f6 blanques rei · h6 blanques alfil · a4 negres peó · a3 negres peó · a2 blanques torre · b1 negres alfil | h7 negres rei · d6 negres alfil · f6 blanques rei · h6 blanques alfil · a4 negres peó · a3 negres peó · a2 blanques torre · b1 negres alfil | h7 negres rei · d6 negres alfil · f6 blanques rei · h6 blanques alfil · a4 negres peó · a3 negres peó · a2 blanques torre · b1 negres alfil | 8 |
| 7 | h7 negres rei · d6 negres alfil · f6 blanques rei · h6 blanques alfil · a4 negres peó · a3 negres peó · a2 blanques torre · b1 negres alfil | h7 negres rei · d6 negres alfil · f6 blanques rei · h6 blanques alfil · a4 negres peó · a3 negres peó · a2 blanques torre · b1 negres alfil | h7 negres rei · d6 negres alfil · f6 blanques rei · h6 blanques alfil · a4 negres peó · a3 negres peó · a2 blanques torre · b1 negres alfil | h7 negres rei · d6 negres alfil · f6 blanques rei · h6 blanques alfil · a4 negres peó · a3 negres peó · a2 blanques torre · b1 negres alfil | h7 negres rei · d6 negres alfil · f6 blanques rei · h6 blanques alfil · a4 negres peó · a3 negres peó · a2 blanques torre · b1 negres alfil | h7 negres rei · d6 negres alfil · f6 blanques rei · h6 blanques alfil · a4 negres peó · a3 negres peó · a2 blanques torre · b1 negres alfil | h7 negres rei · d6 negres alfil · f6 blanques rei · h6 blanques alfil · a4 negres peó · a3 negres peó · a2 blanques torre · b1 negres alfil | h7 negres rei · d6 negres alfil · f6 blanques rei · h6 blanques alfil · a4 negres peó · a3 negres peó · a2 blanques torre · b1 negres alfil | 7 |
| 6 | h7 negres rei · d6 negres alfil · f6 blanques rei · h6 blanques alfil · a4 negres peó · a3 negres peó · a2 blanques torre · b1 negres alfil | h7 negres rei · d6 negres alfil · f6 blanques rei · h6 blanques alfil · a4 negres peó · a3 negres peó · a2 blanques torre · b1 negres alfil | h7 negres rei · d6 negres alfil · f6 blanques rei · h6 blanques alfil · a4 negres peó · a3 negres peó · a2 blanques torre · b1 negres alfil | h7 negres rei · d6 negres alfil · f6 blanques rei · h6 blanques alfil · a4 negres peó · a3 negres peó · a2 blanques torre · b1 negres alfil | h7 negres rei · d6 negres alfil · f6 blanques rei · h6 blanques alfil · a4 negres peó · a3 negres peó · a2 blanques torre · b1 negres alfil | h7 negres rei · d6 negres alfil · f6 blanques rei · h6 blanques alfil · a4 negres peó · a3 negres peó · a2 blanques torre · b1 negres alfil | h7 negres rei · d6 negres alfil · f6 blanques rei · h6 blanques alfil · a4 negres peó · a3 negres peó · a2 blanques torre · b1 negres alfil | h7 negres rei · d6 negres alfil · f6 blanques rei · h6 blanques alfil · a4 negres peó · a3 negres peó · a2 blanques torre · b1 negres alfil | 6 |
| 5 | h7 negres rei · d6 negres alfil · f6 blanques rei · h6 blanques alfil · a4 negres peó · a3 negres peó · a2 blanques torre · b1 negres alfil | h7 negres rei · d6 negres alfil · f6 blanques rei · h6 blanques alfil · a4 negres peó · a3 negres peó · a2 blanques torre · b1 negres alfil | h7 negres rei · d6 negres alfil · f6 blanques rei · h6 blanques alfil · a4 negres peó · a3 negres peó · a2 blanques torre · b1 negres alfil | h7 negres rei · d6 negres alfil · f6 blanques rei · h6 blanques alfil · a4 negres peó · a3 negres peó · a2 blanques torre · b1 negres alfil | h7 negres rei · d6 negres alfil · f6 blanques rei · h6 blanques alfil · a4 negres peó · a3 negres peó · a2 blanques torre · b1 negres alfil | h7 negres rei · d6 negres alfil · f6 blanques rei · h6 blanques alfil · a4 negres peó · a3 negres peó · a2 blanques torre · b1 negres alfil | h7 negres rei · d6 negres alfil · f6 blanques rei · h6 blanques alfil · a4 negres peó · a3 negres peó · a2 blanques torre · b1 negres alfil | h7 negres rei · d6 negres alfil · f6 blanques rei · h6 blanques alfil · a4 negres peó · a3 negres peó · a2 blanques torre · b1 negres alfil | 5 |
| 4 | h7 negres rei · d6 negres alfil · f6 blanques rei · h6 blanques alfil · a4 negres peó · a3 negres peó · a2 blanques torre · b1 negres alfil | h7 negres rei · d6 negres alfil · f6 blanques rei · h6 blanques alfil · a4 negres peó · a3 negres peó · a2 blanques torre · b1 negres alfil | h7 negres rei · d6 negres alfil · f6 blanques rei · h6 blanques alfil · a4 negres peó · a3 negres peó · a2 blanques torre · b1 negres alfil | h7 negres rei · d6 negres alfil · f6 blanques rei · h6 blanques alfil · a4 negres peó · a3 negres peó · a2 blanques torre · b1 negres alfil | h7 negres rei · d6 negres alfil · f6 blanques rei · h6 blanques alfil · a4 negres peó · a3 negres peó · a2 blanques torre · b1 negres alfil | h7 negres rei · d6 negres alfil · f6 blanques rei · h6 blanques alfil · a4 negres peó · a3 negres peó · a2 blanques torre · b1 negres alfil | h7 negres rei · d6 negres alfil · f6 blanques rei · h6 blanques alfil · a4 negres peó · a3 negres peó · a2 blanques torre · b1 negres alfil | h7 negres rei · d6 negres alfil · f6 blanques rei · h6 blanques alfil · a4 negres peó · a3 negres peó · a2 blanques torre · b1 negres alfil | 4 |
| 3 | h7 negres rei · d6 negres alfil · f6 blanques rei · h6 blanques alfil · a4 negres peó · a3 negres peó · a2 blanques torre · b1 negres alfil | h7 negres rei · d6 negres alfil · f6 blanques rei · h6 blanques alfil · a4 negres peó · a3 negres peó · a2 blanques torre · b1 negres alfil | h7 negres rei · d6 negres alfil · f6 blanques rei · h6 blanques alfil · a4 negres peó · a3 negres peó · a2 blanques torre · b1 negres alfil | h7 negres rei · d6 negres alfil · f6 blanques rei · h6 blanques alfil · a4 negres peó · a3 negres peó · a2 blanques torre · b1 negres alfil | h7 negres rei · d6 negres alfil · f6 blanques rei · h6 blanques alfil · a4 negres peó · a3 negres peó · a2 blanques torre · b1 negres alfil | h7 negres rei · d6 negres alfil · f6 blanques rei · h6 blanques alfil · a4 negres peó · a3 negres peó · a2 blanques torre · b1 negres alfil | h7 negres rei · d6 negres alfil · f6 blanques rei · h6 blanques alfil · a4 negres peó · a3 negres peó · a2 blanques torre · b1 negres alfil | h7 negres rei · d6 negres alfil · f6 blanques rei · h6 blanques alfil · a4 negres peó · a3 negres peó · a2 blanques torre · b1 negres alfil | 3 |
| 2 | h7 negres rei · d6 negres alfil · f6 blanques rei · h6 blanques alfil · a4 negres peó · a3 negres peó · a2 blanques torre · b1 negres alfil | h7 negres rei · d6 negres alfil · f6 blanques rei · h6 blanques alfil · a4 negres peó · a3 negres peó · a2 blanques torre · b1 negres alfil | h7 negres rei · d6 negres alfil · f6 blanques rei · h6 blanques alfil · a4 negres peó · a3 negres peó · a2 blanques torre · b1 negres alfil | h7 negres rei · d6 negres alfil · f6 blanques rei · h6 blanques alfil · a4 negres peó · a3 negres peó · a2 blanques torre · b1 negres alfil | h7 negres rei · d6 negres alfil · f6 blanques rei · h6 blanques alfil · a4 negres peó · a3 negres peó · a2 blanques torre · b1 negres alfil | h7 negres rei · d6 negres alfil · f6 blanques rei · h6 blanques alfil · a4 negres peó · a3 negres peó · a2 blanques torre · b1 negres alfil | h7 negres rei · d6 negres alfil · f6 blanques rei · h6 blanques alfil · a4 negres peó · a3 negres peó · a2 blanques torre · b1 negres alfil | h7 negres rei · d6 negres alfil · f6 blanques rei · h6 blanques alfil · a4 negres peó · a3 negres peó · a2 blanques torre · b1 negres alfil | 2 |
| 1 | h7 negres rei · d6 negres alfil · f6 blanques rei · h6 blanques alfil · a4 negres peó · a3 negres peó · a2 blanques torre · b1 negres alfil | h7 negres rei · d6 negres alfil · f6 blanques rei · h6 blanques alfil · a4 negres peó · a3 negres peó · a2 blanques torre · b1 negres alfil | h7 negres rei · d6 negres alfil · f6 blanques rei · h6 blanques alfil · a4 negres peó · a3 negres peó · a2 blanques torre · b1 negres alfil | h7 negres rei · d6 negres alfil · f6 blanques rei · h6 blanques alfil · a4 negres peó · a3 negres peó · a2 blanques torre · b1 negres alfil | h7 negres rei · d6 negres alfil · f6 blanques rei · h6 blanques alfil · a4 negres peó · a3 negres peó · a2 blanques torre · b1 negres alfil | h7 negres rei · d6 negres alfil · f6 blanques rei · h6 blanques alfil · a4 negres peó · a3 negres peó · a2 blanques torre · b1 negres alfil | h7 negres rei · d6 negres alfil · f6 blanques rei · h6 blanques alfil · a4 negres peó · a3 negres peó · a2 blanques torre · b1 negres alfil | h7 negres rei · d6 negres alfil · f6 blanques rei · h6 blanques alfil · a4 negres peó · a3 negres peó · a2 blanques torre · b1 negres alfil | 1 |
|   | a | b | c | d | e | f | g | h |   |

No tots els estudis són tan simples com l'anterior exemple de Réti. L'estudi a la dreta va ser creat per Henrik Kasparian (publicat alMagyar Sakkéleten 1962). Juguen blanques i fan taules. La línia principal és 1.Ta1 a2 2.Re6 Aa3 3.Af4 Ab2 4.Ae5 a3 5.Rd5 Ag6 6.Ad4 Af7 + 7.Re4 Ac4 8.Tg1, però hi ha diverses alternatives per a ambdós bàndols. Per exemple, el blanc podria intentar 1.Af4 en el seu primer moviment, amb la idea que si 1 ... Axa2 2.Axd6 i 3.Axa3 és taules, però el negre pot refutar aquesta idea amb 1 ... Axf4 2. Txa3 Ac2, guanyant. Per comprendre per què un moviment funciona i l'altre no cal tenir un coneixement avançat del joc. De fet, no serà obvi per a molts jugadors que la posició al final de la línia donada sigui taules del tot.
El considerat com a estudi més famós de tots els temps és la posició Saavedra, en la qual un rei i un peó són capaços de guanyar a un rei i una torre.
Existeixen diversos mètodes de classificació dels estudis; un de comunament emprat és el sistema indexat GBR.